# Joe Madureira
Joe Madureira (Philadelphia, 3 december 1974) is een Amerikaans comictekenaar en -schrijver. Zijn tekenstijl is een mengvorm van die van westerse stripauteurs en manga. Hij wordt beschouwd als een van de pioniers die deze tekenstijl introduceerden bij het grote publiek in Noord-Amerika en Europa.
Tot de grootste projecten waaraan Madureira werkte, behoren onder meer de 24 delen van Uncanny X-Men die hij tekende voor Marvel Comics (1990-1994) en de negendelige serie Battle Chasers (1998-2001), die hij zelf bedacht en uitgaf onder de imprint Cliffhanger bij Image Comics (waarbij de rechten volledig in zijn bezit bleven). Hij ondertekent zijn tekenwerk doorgaans met Mad! of Joe Mad.

## Comics
Madureira bezocht de High School of Art and Design in New York. Zijn carrière begon in 1991 als zestienjarige stagiair bij Marvel Comics, waarvoor hij in Marvel Comics Presents een verhaal van acht pagina's tekende met als hoofdpersonage Northstar. Marvel stelde Madureira in 1994 aan als vaste tekenaar van de titel Uncanny X-Men. Voor die titel tekende hij onder meer de vier delen van de meerdere series doorkruisende verhaallijn Age of Apocalypse, waarin de reguliere personages een tijdlang verdwenen naar een alternatieve wereld en daarin voortleefden alsof ze nooit anders gedaan hadden. Uncanny X-Men werd tijdens die vier delen omgedoopt tot Astonishing X-Men. Ook ontwierp hij nieuwe kostuums voor de personages na de Onslaught-verhaallijn.
Madureira verkaste in 1997 naar uitgeverij Wildstorm, toen nog eigendom van Jim Lee en onderdeel van Image Comics. Daar mocht hij samen met tekenaars J. Scott Campbell en Humberto Ramos de imprint Cliffhanger lanceren door ieder een volledig zelfbedachte titel uit te brengen, die ook volledig hun eigen eigendom bleef (in tegenstelling tot zijn werk bij Marvel). Met twee à drie delen van Battle Chasers per jaar, werkte Madureira relatief langzaam (doorgaans verschijnen comictitels één keer per maand). Hij raakte in die tijd meer geïnteresseerd in het ontwerpen van het grafische gedeelte van computerspellen.

## Computerspellen
Madureira begon samen met Tim Donley en Greg Peterson Tri-Lunar, een bedrijf dat computerspellen ontwikkelde. Met Battle Chasers stopte hij voor onbepaalde tijd. Tri-Lunar ging niettemin over de kop. Madureira ging daarop werken voor het eveneens beginnende Realm Interactive, dat op termijn werd overgenomen door NC Soft. De serie Trade Wars waaraan hij bijdroeg, ging daar verder onder de titel Dungeon Runners. Voor THQ ontwierp Madureira de omgevingen en personages van het spel Darksiders.

## Terugkeer naar comics
De vijfdelige miniserie Ultimates 3 (Marvel Comics) markeerde in januari 2008 de terugkeer van Madureira als comictekenaar. Daarvoor verzorgde hij wel af en toe omslagen en pin-ups, maar sinds Battle Chasers #9 geen binnenwerk meer. Het eerste deel van Ultimates 3 was in december 2007 de meest bestelde comic in de Top 300-bestellijst.